# Sigambra robusta
Sigambra robusta är en ringmaskart som först beskrevs av Ehlers 1908.  Sigambra robusta ingår i släktet Sigambra och familjen Pilargidae. Inga underarter finns listade i Catalogue of Life.